# Armor Holdings Inc.
Armor Holdings Inc. är ett amerikanskt företag som huvudsakligen tillverkar militär materiel. Företaget är sedan den 7 maj 2007 uppköpt av BAE Systems, en del av BAE Systems Inc. Armor Holdings utvecklar för närvarande en framtida ersättare till dagens HMMWV i tävlan med Navistar International och Lockheed Martin.